# Østerø Sø
Østerø Sø er en lavvandet 22,9 hektar stor brakvandssø  på den østligste del af Knudshovedhalvøen i Nyborg Kommune på Fyn. Den har en gennemsnitsdybde på ca. 0,5 m og saliniteten er på 15 - 28 promille.
Østerø Sø udgør den centrale del af Natura 2000-området nr. 115 Østerø Sø på 57 hektar, der ud over søen også omfatter kystlaguner, strandsøer, strandvolde og strandenge. Der er opført et fugletårn ved østsiden af søen, hvorfra der er et godt overblik over området. Området er et vigtigt yngle- og fourageringsområde for mange ande- og vadefugle, og på strandengene er der en artsrig vegetation.
På vestsiden af søen ligger Slipshavn Skov, mod nord ligger resterne af den gamle færgehavn, den tidligere isbådsstation og motorvejen med storebæltsforbindelsen; yderst på halvøen mod øst ligger Knudshoved Fyr, og en rekonstruktion af det gamle vippefyr. Mod sydvest ligger Slipshavn og Nyborg Fjord.
Hele Knudshoved blev fredet i 2004 og fredningen dækker 210 hektar. 